# 異国の出来事 (映画)
『異国の出来事』（いこくのできごと、原題・英語: A Foreign Affair）は、1948年に製作・公開されたアメリカ合衆国の映画である。

## 概要
ビリー・ワイルダーが監督、ジーン・アーサーとマレーネ・ディートリヒ、ジョン・ランドが出演した。
連合軍占領下のベルリンを舞台としており、一部の場面では現地でのロケーション映像が利用された。日本では劇場未公開であったが、『異国の出来事』のタイトルでテレビ放映やビデオソフト化がなされている。

## キャスト
- フィービー・フロスト（下院議員）：ジーン・アーサー
- エリカ・フォン・シュルートウ：マレーネ・ディートリヒ
- ジョン・W・プリングル大尉：ジョン・ランド

## スタッフ
- 監督：ビリー・ワイルダー
- 製作：チャールズ・ブラケット
- 原案：デヴィッド・ショウ
- 脚本：チャールズ・ブラケット、ビリー・ワイルダー、リチャード・L・ブリーン、ロバート・ハラリ
- 音楽：フリードリヒ・ホレンダー
- 撮影：チャールズ・ラング
- 編集：ドーン・ハリソン
- 美術：ハンス・ドライアー、ウォルター・H・タイラー
- 装置：サム・コマー、ロス・ダウド
- 衣裳：イーディス・ヘッド

## アカデミー賞ノミネーション
- 脚本賞：チャールズ・ブラケット、ビリー・ワイルダー、リチャード・L・ブリーン
- 撮影賞（白黒）：チャールズ・ラング